# Брест (Белорусија)
Брест (блр. Брэст, укр. Брест) је град у Белорусији. Налази се на западу државе, на граници са Пољском. Главни је град истоимене области. Ранији називи овог града су Берестје, Брест-Литовск и Брест-над-Бугом.
Налази се на реци Буг близу пољског града Тереспол и ушћа реке Мухавец. Брест се налази на међународном путу Е30 који спаја Берлин и Москву. Током совјетског периода био је главни гранични прелаз. Данас служи као транзитна тачка на путу између Европске уније и Заједнице независних држава, али је и даље задржао статус пограничног града.
У Бресту се налази и важан железничи центар јер је он последња тачка до које досеже широки руски колосек.
Овде се налази тврђава-херој, која је тај статус добила због борби које су вођене у Бресту током немачке опсаде у првим недељама Другог светског рата.

## Порекло назива
Неколико теорија покушава да објасни порекло имена града. Можда има словенски корен береста што значи бреза или кора. Име би такође могло да потиче од словенског корена берест што значи брест. Такође можда потиче и од литванске речи brasta што значи Плићак.
Некада центар јеврејске науке, град на јидишу носи име בריסק (Brisk), отуда и термин Брискер који се користи за описивање следбеника утицајне породице рабина Соловејчик. Традиционално, белоруски говорници су град звали Берасце (Bieraście).
Брест је постао део Велике кнежевине Литваније 1319. године. У Пољско-литванској заједници формираној 1569. године, град је постао познат на пољском као Brześć, историјски Brześć Litewski (у буквалном преводу: Литвански Брест, за разлику од Бжешћа Кујавског). Brześć је постао део Руске Империје под именом Brest-Litovsk или Brest-Litovskii (Брест-Литовский, у буквалном преводу Литвански Брест) током Треће поделе Пољско-литванске заједнице 1795. године. После Првог светског рата и поновног рођења Пољске 1918. године, влада Друге пољске републике је 20. марта 1923. године преименовала град у Brześć nad Bugiem (Брест на Бугу). После Другог светског рата, град је постао део Белоруске ССР са поједностављеним именом Брест.
На грбу Бреста, усвојеном 26. јануара 1991. године, налази се стрела у разапетом луку усмерена на горе, на небескоплавом штиту. Алтернативни грб има црвени штит. Сигисмунд II Август, краљ Пољске и велики кнез Литваније, први је доделио Бресту грб 1554. године.

## Историја
Град су основали Словени. Као град, Брест – Берестје у Кијевској Русији – први пут се помиње у Првој хроници 1019. године када је Кијевска Русија освојила упориште од Пољака. То је један од најстаријих градова у Белорусији. Често је разлог сукоба пољских владара (краљева, главних војвода и војвода Мазовије) и кнезова Кијевске Русије, коју су Монголи опустошили 1241, а обновљена је тек 1275. Касније је била део територије Велике кнежевине Литваније.

### У Великој кнежевини Литванији
Године 1390. Брест је постао први град у земљама које су сада у саставу Белорусије који је добио Магдебуршко право. Године 1419. постао је седиште старешина у новоствореном Тракајском војводству.

#### Литвански крсташки рат
Његова предграђа су спалили Тевтонски витезови 1379. Године 1409. било је место састанка краља Владислава II, великог кнеза Витолда и татарског кана на иницијативу надбискупа Миколаја Трабе, да се спрема за рат са Тевтонским витезовима. Године 1410. град је сакупио коњички одред који је учествовао у пољско-литванској победи у бици код Гринвалда.

##### 17. век
Године 1500. поново су га спалили Кримски Татари. У 1566. години, указом Сигисмунда II, створено је ново војводство – Брест Литовско војводство.
За време уније Државне заједнице Пољске и Литваније и Шведске под краљем Сигисмундом III (Пољско-шведска унија), тамо су одржавана краљевска заседања. У 1594. и 1596. био је место састанка два изузетна сабора регионалних епископа римокатоличке цркве и православне цркве. Сабор 1596. године основао је Унијатску цркву (познату и као Белоруска гркокатоличка црква у Белорусији и Украјинска гркокатоличка црква у Украјини).

### Опсаде града
Године 1657. и поново 1706. године, град и замак су заузимали Швеђани током својих инвазија на Пољско-литванску државну заједницу. Затим, у нападу са друге стране, 13. јануара 1660. године, инвазијска московска војска под командом Ивана Андрејевича Хованског заузела је замак Брест у раном јутарњем изненадном нападу (град је раније заузет), и масакрирала 1.700 бранилаца и њихове породице (према аустријском посматрачу капетану Розештајну).

### Поделе
Дана 23. јула 1792. године, Литванци који су се бранили и инвазијска руска царска армија водили су битку.
Дана 19. септембра 1794. године, област између Бреста и Тереспола била је место још једне битке коју је победила инвазиона руска царска војска предвођена Суворовим над пољско-литванском дивизијом под генералом Каролом Сјераковским. Након тога, Брест је припојен Русији када је Пољско-литванска заједница по трећи пут подељена 1795. године.

### 19. век
Током руске владавине у 19. веку, у граду и око њега подигнута је Брестовска тврђава. Руси су срушили Пољски краљевски замак и већину Старог града "да би направили места" за тврђаву. Главна јеврејска синагога у граду, Хорална синагога, завршена је око 1862. године.

### Први светски рат
Током Првог светског рата, град је заузела царска немачка војска 25. августа 1915, током Великог повлачења 1915. Убрзо након што је Брест пао у немачке руке, ратни песник Август Страм, који је назван "првим од експресиониста" и један од "најиновативнијих песника Првог светског рата," упуцан је у главу током напада на оближње руске положаје 1. септембра 1915. године.
У марту 1918. године, у Брестској тврђави на западној периферији Бреста на ушћу реке Буг у реку Мухавец, потписан је Брест-литовски мир, којим је окончан рат између Совјетске Русије и Централних сила, и а град и његов околни регион припали су Немачком царству. Овај уговор је накнадно поништен уговорима који су окончали рат а још више догађајима и дешавањима у Немачкој и источној Европи. Током 1918. године град је постао део Подолског губерније Украјинске НР као резултат преговора и сопственог уговора између делегације украјинске Централне Раде и Централних сила.

### Друга пољска република
Након Пољско-совјетског рата Брест је постао део Друге пољске републике, са границама формално признатим споразумом у Риги 1921. године. Преименован је у Brześć nad Bugiem (Брест на Бугу) 20. марта 1923. у Пољској и назван главним градом Полеског војводства у складу са традицијом пре 1795. године. Током двадесет година суверенитета Пољске, од укупно 36 потпуно нових школа основаних у граду, отворено је десет јавних и пет приватних јеврејских школа, са наставом на јидишу и хебрејском језику. Прва јеврејска школа у историји Брзешћа отворена је 1920. године, скоро одмах након што је Пољска стекла независност. Године 1936. Јевреји су чинили 41,3% становништва Брзешћа или 21.518 грађана. Око 80,3% приватних предузећа водили су Јевреји. У Брестовској тврђави су биле стациониране трупе Пољске војске 9. војне области са својим штабом.
Током немачке инвазије на Пољску 1939. године, град је бранио мали гарнизон од четири пешадијска батаљона под командом генерала Константија Плисовског од XIX оклопног корпуса генерала Хајнца Гудеријана. После четири дана тешких борби, пољске снаге су се 17. септембра повукле ка југу. Истог дана почела је совјетска инвазија на Пољску. Као резултат тога, совјетска Црвена армија је ушла у град крајем септембра 1939. према Тајном протоколу пакта Рибентроп—Молотов а заједничка нацистичко-совјетска војна парада одржана је 22. септембра 1939. Док Белоруси то сматрају поновним уједињењем Белоруске нација под једном изборном јединицом (БССР у то време), Пољаци то сматрају датумом када је град изгубљен. Током совјетске контроле (1939–1941), пољско становништво је било подвргнуто хапшењима, погубљењима и масовним депортацијама у Сибир и Казашке ССР.
Град је имао претежно јеврејско становништво током руског периода владавине: 30.000 од 45.000 укупног становништва према руском попису из 1897. године, што је пало на 21.000 од 50.000 према пољском попису из 1931.

### Операција Барбароса и даље
Дана 22. јуна 1941. године, Брестовску тврђаву и град су напале снаге Трећег рајха првог дана операције Барбароса. Тврђава је издржала шест дана. Скоро сви браниоци совјетске војске су погинули. Немци су Брест ставили под управу Рајхскомесаријата Украјине. Преостало општинско јеврејско становништво (око 20.000) је спроведено у гето који су успоставиле немачке власти у децембру 1941. и касније убијено у октобру 1942. Само седам Јевреја преживело је нацистичка погубљења. Град је ослободила Црвена армија 28. јула 1944. године.
Почетком 2019. године, масовна гробница са посмртним остацима 1.214 људи пронађена је у зони Брестовског гета током грађевинског пројекта. За већину се верује да су били Јевреји које су убили нацисти.

## Географија
Брест лежи уз реку Мухавец. Река тече на запад кроз град, дели га на северни и јужни део, а код Брестовске тврђаве се спаја са реком Буг. Река тече мирно и полако. Може се ускочити на сплав и опуштајуће плутати низ ову реку. Данас река у Бресту изгледа прилично широко. Око Бреста је терен прилично раван. Река има изузетно широку поплавну равницу, пречника око 2 до 3 km. Брест је у прошлости био подложан поплавама. Једна од најгорих поплава у забележеној историји догодила се 1974.
Део плавног подручја је обновљен хидрауличним рударством. Осамдесетих година 20. века, велики багери копали су песак и глину из корита реке да би изградили обале. Након јаружања, река је продубљена, а обале реке порасле. Данас река не излази из корита. 
Током 2000-их година развијена су два нова стамбена насеља на југозападу Бреста.
Источно од Бреста, канал Дњепар—Буг изграђен је средином деветнаестог века спојивши реку са Пином, притоком реке Припјат која се улива у Дњепар. Тако Брест има бродску руту све до Црног мора. Да није насипа и запуштених брана западно од Бреста, бродарство северозападне Европе било би повезано и са Црним морем

## Клима
Брест има умереноконтиненталну климу али благо нагиње ка океанској због неправилних зимских температура које се углавном крећу око тачке смрзавања. Међутим, лета су топла и под утицајем његовог унутрашњег положаја у поређењу са областима ближе Балтичком мору.
| Клима Брест (1991–2020, екстреми 1888–данас)                                                          | Клима Брест (1991–2020, екстреми 1888–данас) | Клима Брест (1991–2020, екстреми 1888–данас) | Клима Брест (1991–2020, екстреми 1888–данас) | Клима Брест (1991–2020, екстреми 1888–данас) | Клима Брест (1991–2020, екстреми 1888–данас) | Клима Брест (1991–2020, екстреми 1888–данас) | Клима Брест (1991–2020, екстреми 1888–данас) | Клима Брест (1991–2020, екстреми 1888–данас) | Клима Брест (1991–2020, екстреми 1888–данас) | Клима Брест (1991–2020, екстреми 1888–данас) | Клима Брест (1991–2020, екстреми 1888–данас) | Клима Брест (1991–2020, екстреми 1888–данас) | Клима Брест (1991–2020, екстреми 1888–данас) |
| Показатељ \ Месец                                                                                     | .Јан.                                        | .Феб.                                        | .Мар.                                        | .Апр.                                        | .Мај.                                        | .Јун.                                        | .Јул.                                        | .Авг.                                        | .Сеп.                                        | .Окт.                                        | .Нов.                                        | .Дец.                                        | .Год.                                        |
| --- | -------------------------------------------- | -------------------------------------------- | -------------------------------------------- | -------------------------------------------- | -------------------------------------------- | -------------------------------------------- | -------------------------------------------- | -------------------------------------------- | -------------------------------------------- | -------------------------------------------- | -------------------------------------------- | -------------------------------------------- | -------------------------------------------- |
| Апсолутни максимум, °C (°F)                                                                           | 11,6 (52,9)                                  | 17,2 (63)                                    | 22,8 (73)                                    | 30,7 (87,3)                                  | 32,1 (89,8)                                  | 34,3 (93,7)                                  | 36,6 (97,9)                                  | 36,7 (98,1)                                  | 34,4 (93,9)                                  | 26,4 (79,5)                                  | 19,0 (66,2)                                  | 14,5 (58,1)                                  | 36,7 (98,1)                                  |
| Максимум, °C (°F)                                                                                     | 0,0 (32)                                     | 1,7 (35,1)                                   | 7,0 (44,6)                                   | 14,4 (57,9)                                  | 20,2 (68,4)                                  | 23,5 (74,3)                                  | 25,6 (78,1)                                  | 25,0 (77)                                    | 19,2 (66,6)                                  | 12,6 (54,7)                                  | 6,0 (42,8)                                   | 1,4 (34,5)                                   | 13,1 (55,6)                                  |
| Просек, °C (°F)                                                                                       | −2,3 (27,9)                                  | −1,2 (29,8)                                  | 2,7 (36,9)                                   | 9,2 (48,6)                                   | 14,5 (58,1)                                  | 18,0 (64,4)                                  | 19,9 (67,8)                                  | 19,2 (66,6)                                  | 13,9 (57)                                    | 8,4 (47,1)                                   | 3,4 (38,1)                                   | −0,8 (30,6)                                  | 8,7 (47,7)                                   |
| Минимум, °C (°F)                                                                                      | −4,5 (23,9)                                  | −3,8 (25,2)                                  | −0,8 (30,6)                                  | 4,3 (39,7)                                   | 9,1 (48,4)                                   | 12,6 (54,7)                                  | 14,7 (58,5)                                  | 13,9 (57)                                    | 9,4 (48,9)                                   | 5,0 (41)                                     | 1,2 (34,2)                                   | −2,9 (26,8)                                  | 4,9 (40,8)                                   |
| Апсолутни минимум, °C (°F)                                                                            | −35,5 (−31,9)                                | −28,1 (−18,6)                                | −22,6 (−8,7)                                 | −6,2 (20,8)                                  | −4,2 (24,4)                                  | 2,1 (35,8)                                   | 5,8 (42,4)                                   | 1,3 (34,3)                                   | −2,8 (27)                                    | −9,9 (14,2)                                  | −19,2 (−2,6)                                 | −25,1 (−13,2)                                | −35,5 (−31,9)                                |
| Количина падавина, mm (in)                                                                            | 36 (1,42)                                    | 35 (1,38)                                    | 33 (1,3)                                     | 39 (1,54)                                    | 67 (2,64)                                    | 68 (2,68)                                    | 83 (3,27)                                    | 62 (2,44)                                    | 56 (2,2)                                     | 42 (1,65)                                    | 39 (1,54)                                    | 40 (1,57)                                    | 600 (23,62)                                  |
| Дани са кишом                                                                                         | 11                                           | 9                                            | 12                                           | 12                                           | 16                                           | 16                                           | 16                                           | 12                                           | 15                                           | 14                                           | 14                                           | 13                                           | 160                                          |
| Дани са снегом                                                                                        | 16                                           | 16                                           | 10                                           | 3                                            | 0,1                                          | 0                                            | 0                                            | 0                                            | 0                                            | 1                                            | 7                                            | 14                                           | 67                                           |
| Релативна влажност, %                                                                                 | 85                                           | 82                                           | 75                                           | 66                                           | 66                                           | 69                                           | 70                                           | 71                                           | 78                                           | 81                                           | 86                                           | 87                                           | 76                                           |
| Сунчани сати — месечни просек                                                                         | 49                                           | 70                                           | 134                                          | 176                                          | 249                                          | 259                                          | 263                                          | 247                                          | 174                                          | 120                                          | 47                                           | 34                                           | 1.822                                        |
| Сунчано време — месечни проценти                                                                      | 19                                           | 25                                           | 36                                           | 42                                           | 51                                           | 52                                           | 52                                           | 54                                           | 45                                           | 36                                           | 18                                           | 14                                           | 41                                           |
| Извор #1: Pogoda.ru.net                                                                               |                                              |                                              |                                              |                                              |                                              |                                              |                                              |                                              |                                              |                                              |                                              |                                              |                                              |
| Извор #2: Белоруско одељење за хидрометеорологију (подаци о сунчаним данима из 1949–1951 и 1953–2000) |                                              |                                              |                                              |                                              |                                              |                                              |                                              |                                              |                                              |                                              |                                              |                                              |                                              |

## Становништво
Према процени, у граду је 2016. живело 340.141 становника.
| 1979.   | 1989.   | 1999.   | 2009.   | 2012.   | 2015.   | 2016.   |
| ------- | ------- | ------- | ------- | ------- | ------- | ------- |
| 177.249 | 258.016 | 286.438 | 309.764 | 320.920 | 335.645 | 340.141 |

## Туристичке атракције
Величанствени ратни споменик из совјетског доба изграђен је на месту битке 1941. у знак сећања на знане и незнане браниоце Брестовске тврђаве. Овај ратни споменик највећа је туристичка атракција у граду. На јужном острву тврђаве Херој налази се Археолошки музеј старог града Берестја. У њему се налазе предмети и колибе из 11–13. века које су откопане током 1970-их.
Музеј спасеног уметничког блага поседује збирку слика и икона. Градски парк Брест стар је преко 100 година и реновиран је од 2004. до 2006. у оквиру церемоније обележавања стогодишњице парка. У јулу 2009. године откривен је Миленијумски споменик у Бресту. Совјетска улица је популарна туристичка дестинација у Бресту; драматично је реконструисана 2007–2009. Друге важне знаменитости укључују железнички музеј Брест.

## Образовање
Брест је дом два универзитета: Брестовског државног универзитета А.С. Пушкина и Брестовског државног технолошког универзитета.

## Саобраћај
Будући да се налази на главној железничкој прузи која повезује Берлин и Москву, и на трансконтиненталном аутопуту (европска рута Е30), Брест је после Другог светског рата у совјетско време постао главни гранични прелаз. Данас повезује Европску унију и Заједницу независних држава.
Град Брест опслужује железничка станица Брест-Центар. Због прекида колосека у Бресту, где руски широки колосек не испуњава критеријуме европског стандарда, сви путнички возови, који долазе из Пољске, морају овде да замене кретна постоља, да би даље саобраћали преко Белорусије. Терет се мора претоварити са вагона једног колосека у вагоне другог. Део земљишта у железничким колодворима у Бресту је и даље контаминиран због претовара радиоактивног материјала још у совјетском периоду иако су спровођене акције чишћења.
Локални аеродром, аеродром Брест (шифра BQT), обавља сезонске летове за Калињинград у Руској Федерацији и сезонске чартер летове за Бургас и Анталију. Међутим, са почетком инвазије Русије на Украјину 2022. године, већи део ваздушног простора Белорусије је затворен за цивилни саобраћај, а то највише утиче на аеродром у Бресту, због положаја који је релативно близу границе са Украјином.

## Спорт
РК Мешков Брест је најуспешнији тим белоруског мушког рукометног првенства, као и актуелни шампиони (2021). Такође, у Бресту постоји женски рукометни клуб Викторија.
ХК Брест наступа у Белоруској екстралиги у хокеју на леду.
Спортски објекти се налазе на северној обали реке на насипу, који се састоји од затвореног атлетског центра, клизалишта Брест, и првог бејзбол стадиона на отвореном у Белорусији. На супротној обали реке је велика веслачка стаза отворена 2007. године, дом Националног центра за олимпијски тренинг у веслању. Испуњава међународне захтеве и може бити домаћин међународних такмичења. Штавише, има капацитете за смештај и обуку, повољну локацију, 3 km (1,9 mi) удаљен од граничног прелаза дуж Варшавске магистрале (европска рута Е30).

## Медији
У Бресту постоји неколико издавача новина: Бресткаја газета, Брестовски курир, Вечерњи Брест.

## Улаз у Брест без визе
Од 1. јануара 2018. становници 77 земаља могу да путују у Брест без визе и да тамо остану до 15 дана.

## Међународни односи

### Градови побратими
Брест је град побратим са следећим градовима:
- Астрахан, Русија
- Калињинград, Русија
- Ижевск, Русија
- Ковров, Русија
- Орел, Русија
- Петрозаводск, Русија
- Тјумењ, Русија
- Рјазањ, Русија
- Новоросијск, Русија
- Малгобек, Русија
- Ивано-Франковск, Украјина
- Луцк, Украјина
- Одеса, Украјина
- Бјала Подласка, Пољска
- Лублин, Пољска
- Сједлице, Пољска
- Бајндт, Немачка
- Вајнгартен, Немачка
- Равензбург, Немачка
- Бајенфурт, Немачка
- Берг, Немачка
- Бајин, Кина
- Сјаоган, Кина
- Батуми, Грузија
- Куворден, Холандија
- Нахчиван, Азербејџан
- Суботица, Србија

### Други облици сарадње
Брест одржава партнерство са: 
- Ашдод, Израел
- Ботошани, Румунија
- Брест, Француска
- Лудза, Летонија
- Малдон, Енглеска
- Плевен, Бугарска

## Почасти
Мала планета, 3232 Брест, коју је открила совјетска астрономкиња Људмила Ивановна Черних 1974. године, добила је име по граду.

## Додатни извори
- Kristian Gantser [Christian Ganzer], Irina Yelenskaya, Yelena Pashkovich [et al.] (ed.): Brest. Leto 1941 g. Dokumenty, materiyaly, fotografii. . Smolensk: Inbelkul’t. 2016. ISBN 978-5-00076-030-7. Недостаје или је празан параметар |title= (помоћ)